# Maxie Parks
Maxie Parks (Estados Unidos, 9 de julio de 1951) es un atleta estadounidense retirado, especializado en la prueba de 4x400 m en la que llegó a ser campeón olímpico en 1976.

## Carrera deportiva
En los JJ. OO. de Montreal 1976 ganó la medalla de oro en los relevos 4x400 metros, con un tiempo de 2:58.65 segundos, superando a Polonia y Alemania Occidental, siendo sus compañeros de equipo: Herman Frazier, Benny Brown y Fred Newhouse.